# Frets Butuan
Frets Listanto Butuan (sinh ngày 4 tháng 6 năm 1996) là một cầu thủ bóng đá người Indonesia who thi đấu ở Liga 1 với PSMS Medan ở vị trí tiền đạo.

## Sự nghiệp ban đầu
Frets thích bóng đá từ thời tiểu học, anh gia nhập trường bóng đá Adidas Halbar để phát triển.
Frets rời khỏi Ternate năm 2015 khi đang tham gia Indonesian National Armed Forces ở Ambon đến năm 2016. Sau đó anh đi nghĩa vụ ở Kostrad Jakarta. Từ khi vào quân đội, anh bắt đầu cuộc phiêu lưu như một người di cư.
Sau đó anh một mình đến PS TNI và thi đấu tại Torabika Soccer Championship 2016 (TSC). Tình cờ, trụ sở của PS TNI tại Bogor không quá xa so với nơi nghĩa vụ. Nhưng năm 2017 anh đến PSMS Medan thi đấu ở Liga 2 đến bây giờ, vì trong PSMS có nhiều cầu thủ đến từ PS TNI và cũng ở trong quân đội.

## Danh hiệu

### Câu lạc bộ
- PSMS Medan
  - runner-up Liga 2: 2017.
  - 4th position Indonesia President's Cup: 2018.